# Boris Gaganelov
Boris Gaganelov (búlgar: Борис Гаганелов)  (Pètritx, 7 d'octubre de 1941 - Sofia, 5 de juny de 2020) fou un futbolista búlgar actiu a la dècada de 1960.
Fou 51 cops internacional amb la selecció búlgara amb la qual participà en la Copa del Món de Futbol de 1966 i 1970.
Pel que fa a clubs, defensà els colors de Belasitsa Petrich i CSKA Sofia.